# Джембе
Джембе́ — западноафриканский кубкообразный барабан.

## История
Джембе — традиционный музыкальный инструмент западноафриканских народов. Он получил широкое распространение благодаря основанному в XIII веке сильному государству Мали, откуда джембе проник на территорию всей Западной Африки — в Сенегал, Гвинею, на Берег Слоновой Кости и т. д. Тем не менее, Западу он стал известен лишь в 1950-х гг. XX века, когда музыкально-танцевальный ансамбль Les Ballets Africains, основанный гвинейским музыкантом, композитором, писателем, драматургом и политиком Фодеба Кейта начал давать представления по всему миру. В последующие годы интерес к джембе быстро и сильно рос; сейчас этот инструмент очень популярен и используется в великом множестве музыкальных коллективов.

## Строение
Джембе делаются только из цельного куска дерева. Существует похожий вид барабана, который делают из клеёных полос дерева, называется он ашико. Мембрана — это чаще всего козья кожа; немного реже встречается шкура антилопы, зебры, оленя или коровы. Средняя высота — около 60 см, средний диаметр мембраны — 30 см. Сила натяжения кожи регулируется с помощью верёвки (часто пропущенной через металлические кольца) или же с помощью специальных зажимов; корпус иногда украшается резьбой или росписью. Благодаря кубкообразной форме возникает эффект резонанса Гельмгольца, что обеспечивает глубокий и гулкий бас.
Существует много мнений о влиянии твердости пород дерева на качества звука, однако стоит также принять во внимание, что конечный результат гораздо больше зависит от умения мастера, а выбор породы скорее от доступных в конкретной местности, где производят джембе, тех или иных пород и сортов дерева. Авторы самодельных джембе часто вырезают внутри перкуссии спиральные или каплеобразные желобки, которые должны, по их мнению, обогащать звук, однако вопрос о влиянии результата на звук остается открытым ввиду немногочисленности такого рода экспериментов и отсутствия реальных исследований по этому вопросу. Увлеченные любители джембе также могут всерьез обсуждать породу и степень одомашнивания животного, чья шкура идёт на мембрану, считая эти факторы важными для получения хорошего звука, однако, учитывая поточность и примитивный уровень производства джембе в Африке, отсутствие специализированного скота для производства мембран (используются животные, выращиваемые или добываемые для питания), единых стандартов хранения и обработки шкур, а также удаленность производства от конечного покупателя, не представляется возможным ни достоверно узнать о животном, шкура которого пошла на изготовление данного конкретного барабана, ни собрать статистическую базу для возможности утверждений о преимуществе одного типа шкуры над другим или одного типа обработки над другим.
В любом случае стоит помнить, что недорогие джембе зачастую сделаны некачественно, и могут служить лишь для декоративных целей.

## Техника игры

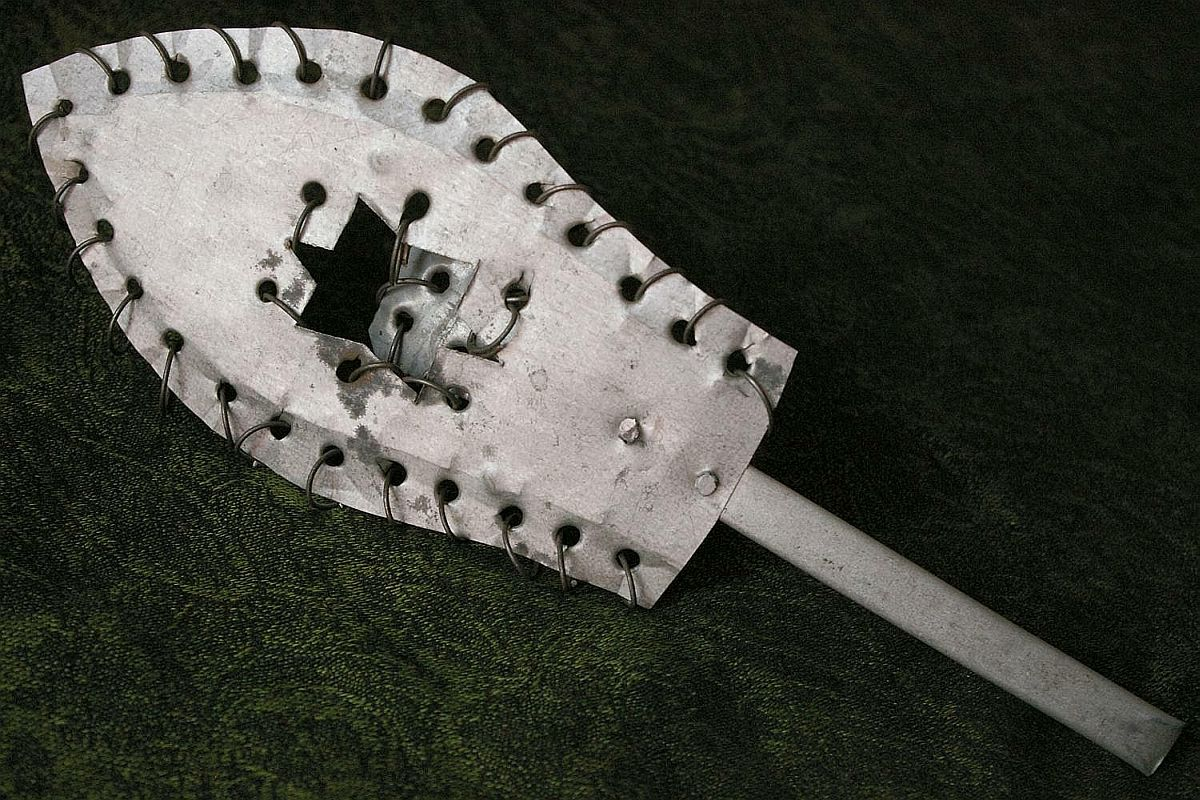
Кессинг

Играют на джембе двумя руками. Основных звука три: низкий удар (бас), высокий (тон) и шлепок-звонкий (слэп). Играющий стоит, при этом барабан подвешивается на специальный ремень или ставится на особую стойку. На джембе часто играют сидя, при этом барабан зажимается между ног. Некоторые просто садятся на лежащий на земле инструмент, однако у такой постановки есть огромный недостаток: инструмент не рассчитан на вес сидящего на нём человека и может начать трескаться, при веревочной настройке веревки могут повредиться от трения об землю, пыль и песок могут попасть внутрь барабана и повредить со временем мембрану и главное, в таком положении гораздо труднее играть за счет того, что прилагается большее мышечное усилие предплечий.
Часто к джембе прикрепляются кессинг — специальные пластины из алюминия в форме листа. Края перфорированы и снабжены колечками, которые позвякивают при игре. Этот аксессуар создаёт сухой шумовой эффект при игре
Игра на джембе требует умелого чередования фокусировки и рассеивания силы удара рукой: для высокого и низкого ударов необходимо напряжение, для шлепка — расслабление кисти. Традиционные ритмы играются с помощью ладоней; многие привносят игру пальцами с использованием перекатов, трения мембраны, щелчков и т. п.